# Diabolo Menthe (cheval)
Pour les articles homonymes, voir Diabolo menthe.
Diabolo Menthe (né le 30 mai 2013), est un cheval hongre Selle français de robe grise, monté en concours complet d'équitation par Nicolas Touzaint. Il obtient la médaille d'argent par équipes en concours complet, aux Jeux olympiques d'été de 2024.

## Histoire
Diabolo Menthe naît le 30 mai 2013, à l'élevage de Laetitia de Moustier, situé au lieu-dit La Motte sur l'ancienne commune Chaumont-d'Anjou, devenue une commune fusionnée de Jarzé Villages.
Il est castré à l'âge d'un an, en juin 2014.
Il est confié au cavalier de complet Nicolas Touzaint, qui le lance plutôt tardivement à haut niveau. 

### Participation aux Jeux olympiques de Paris 2024
Il est sélectionné avec Nicolas Touzaint en équipe de France de concours complet pour les jeux olympiques d'été de 2024. Le cheval passe l'inspection vétérinaire avant la compétition dans une « très belle forme physique ».
Le couple réalise une prestation légèrement décevante pendant l'épreuve de dressage, malgré un classement provisoire à la 15e place individuelle,.
Il fait tomber deux obstacles, ce qui donne à l'équipe de France huit points de pénalité.

## Description
Diabolo Menthe est un hongre de robe grise, inscrit au stud-book du Selle français,. Il mesure 1,70 m.

## Palmarès
Il atteint un indice de concours complet (ICC) de 160 en 2022.
- 2020 : 3e du championnat de France des chevaux de complet de 7 ans, au Lion d'Angers[9]
- octobre 2023 : vainqueur du CCIO4*-L de Boekelo[3] ;
- juillet 2024 : médaille d'argent par équipes aux Jeux olympiques d'été de 2024, avec Nicolas Touzaint[7] ;

## Origines
Ses origines sont belges, françaises et allemandes. C'est un fils de l'étalon Selle français Scareface de Mars, sa mère Cori van de Helle étant une jument belge issue de l'étalon Holsteiner Caesar van de Helle,.
Il présente 37,65 % d'origines génétiques Pur-sang selon le site web Hippomundo, 32 % selon le calcul de l'Institut français du cheval et de l'équitation.